# Ружичасти вилински оклопник
Ружичасти вилински оклопник (лат. Chlamyphorus truncatus) је сисар из реда Cingulata. 

## Распрострањење
Ареал врсте је ограничен на једну државу. Аргентина је једино познато природно станиште врсте.

## Станиште
Станишта врсте су травна вегетација и екосистеми ниских трава и шумски екосистеми. 

## Угроженост
Подаци о распрострањености ове врсте су недовољни.